# 符天曆
《符天曆》又稱《合元萬分曆》，是中国古代曆法，唐朝曹士蒍撰写，屬於陰陽曆。
《符天曆》以唐高宗显庆五年（660年）为近距上元，以雨水为岁首，以万分为日法，废除上元积年。在民间施行，世称小曆。五代后晋时，改造施行，称为《調元曆》。在五代末年传到日本，和之前的《宣明曆》参照算历。其中有关占卜内容广泛流传民间。上海图书馆藏有《缩象符天曆》抄本，日本现存抄本残卷。